# Naval Air Station Whidbey Island

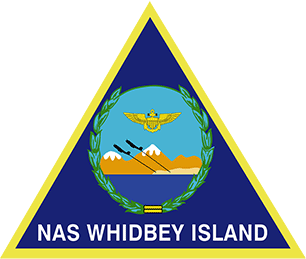
Heraldisk symbol

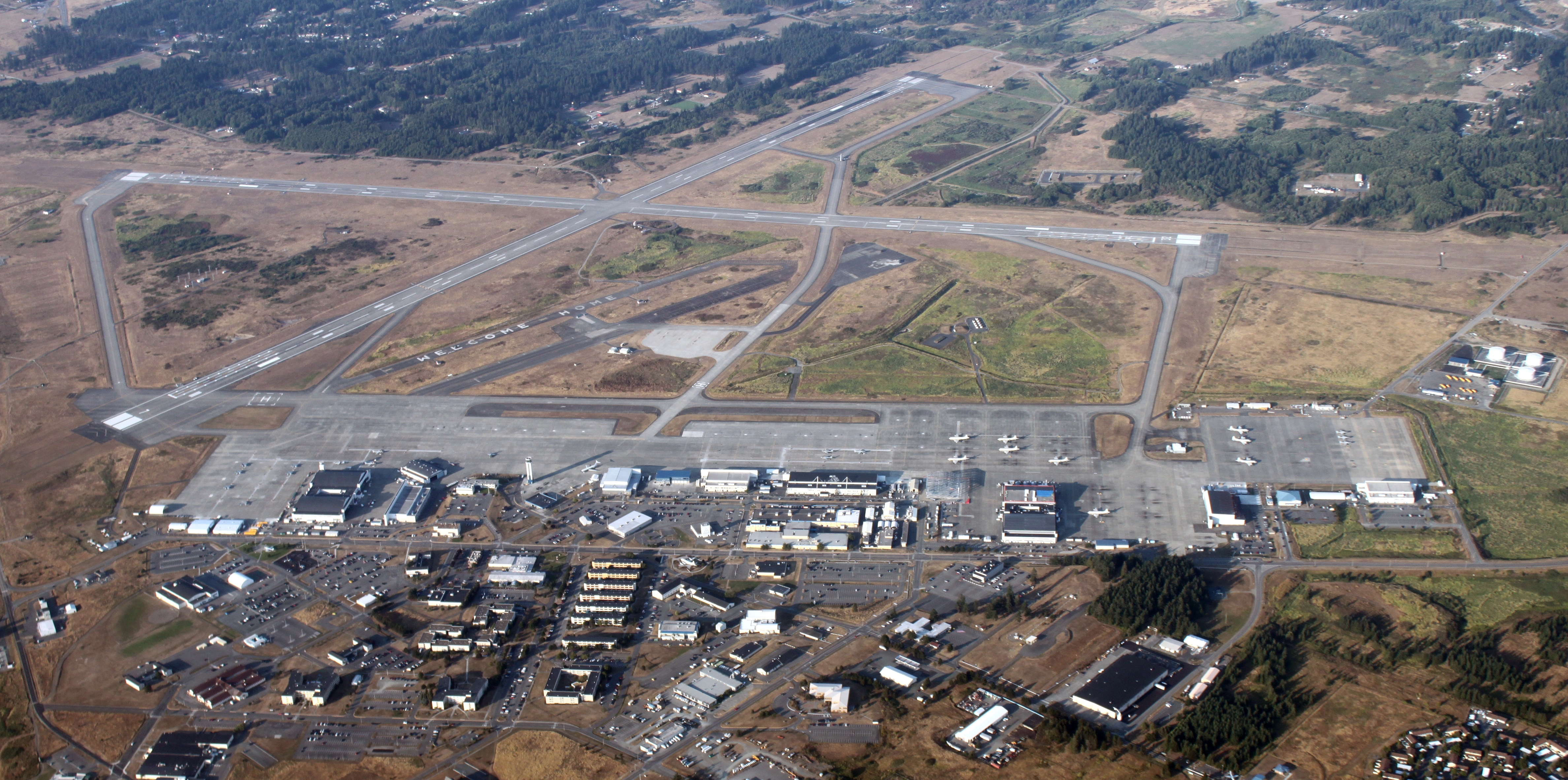
Översiktsbild i nordlig riktning.

Naval Air Station Whidbey Island, även förkortat som NAS Whidbey Island eller NASWI,  är en militär flygplats (IATA: NUW, ICAO: KNUW, FAA LID: NUW) tillhörande USA:s flotta som är belägen vid Pugetsundet i Island County i delstaten Washington.

## Bakgrund
Basens inrättande beslutades under 1941 innan USA gick in i andra världskriget med syfte att härbärgera flottans flyg för försvaret av Pugetsundet. Basen togs i drift i september 1942 och hade förutom rullbana även möjlighet för sjöflygplan att landa på vattnet.
Under 1990-talet, efter det kalla krigets slut, konsoliderades flottans patrull och havsövervakningsflyg för USA:s västkust på NAS Whidbey Island då andra anläggningar på Hawaii och i Kalifornien stängdes.

## Verksamhet
NAS Whidbey Island är baseringen på USA:s västkust för flygplan av typ P-8 Poseidon, en militär version av Boeing 737 som används för såväl havsövervakning och ubåtsjakt. Flygplanet P-8 Poseidon togs i drift under 2009 för att ersätta den tidigare P-3 Orion och i mars 2020 var P-3 tagen ur drift. P-8 planen ingår i Patrol and Reconnaissance Wing TEN. 
Vidare finns även förband för EA-18G Growler, en variant av Boeing F/A-18E/F Super Hornet för elektronisk krigföring som ersatte EA-6B Prowler. Skvadronerna med dessa ingår i Electronic Attack Wing Pacific.
Där finns även flygunderhållsdepån Fleet Readiness Center Northwest som ingår i Naval Air Systems Command.